# RSBK
Российский Супербайк (RSBK, Russian Superbike Championship International Cup) — международный чемпионат по шоссейно-кольцевым мотогонкам (ШКМГ), официально проводившихся в России при поддержке Мотоциклетной Федерации России (МФР) и под эгидой FIM и FIM Europe. В 2011—2020 годах гонки шли в два зачёта: в зачёт Чемпионата России по ШКМГ и непосредственно RSBK.

## История
Впервые Чемпионат России по ШКМГ состоялся 22 мая 2011 года в Москве на автодроме «Мячково». Первый сезон Чемпионата России по ШКМГ прошел в 5 этапов на профессиональных гоночных треках Москвы, Казани и Нижнего Новгорода.
С 2012 года в рамках RSBK проводится 2 зачета — Российский Супербайк и Чемпионат России. Все участники соревнований RSBK могут подать документы на присвоение им звания «мастера спорта международной категории». RSBK и Чемпионат России проводится для классов «Superbike» и «Supersport». В RSBK 2012 принял участие 161 пилот.
С 2013 года соревнования RSBK включены в календарь FIM и имеют статус международного соревнования.
В 2014 году соревнованиях приняли участие пилоты Украины, Белоруссии, Эстонии, Финляндии, Латвии, Литвы и России. В этом сезоне в RSBK произошел ряд изменений. Спортивные и кубовые классы были объединены, прошли совмещенные заезды Superbike &STK 1000 и Supersport &STK600.
Впервые на RSBK 2015 состоялся женский зачет. В RSBK 2015 приняла участие 21 команда.
При поддержке RSBK в 2016 году были созданы соревнования по ШКМГ для начинающих пилотов — XBikes Championship.
В 2018 году был добавлен класс Superstock 400.
В сезоне 2019 состоялся мотоспортивный праздник RSBK Fest, а география RSBK расширилась до Грозного — финальный уикенд проходил на автодроме «Крепость Грозная».
Сезон 2020 не состоялся из-за пандемии COVID-19, была проведена только одна незачётная гонка. В декабре 2020, когда МФР рассматривал вопрос о выборе следующего организатора Чемпионата России, заявка от организаторов RSBK подана не была. В январе 2021 года, в последний год действующего 5-летнего контракта, промоутер RSBK заявил о неспособности выполнять свои обязательства перед МФР. В 2021 году был подписан контракт с новым промоутером «МОТОРИНГ».

## Классы
Superbike (SBK) — класс в Российском Супербайке, где пилоты едут на литровом мотоцикле. Зачет состоит из двух гонок по 50 км, в каждой из которых, пилот может получить по 20 очков за первое место и соответственно 40 за один этап. Допускается любое усовершенствование мотоциклов в этих классах, в том числе установка электронных систем, применяемых на гоночных мотоциклах, главное соблюдение требований по безопасности
Supersport (SSP) — допускаются мотоциклы объемом двигателя на 600 см3. Также как и в классе SBK, состоит из двух гонок по 50 км, в каждой из которых, пилот может получить по 20 очков за первое место и соответственно 40 за один этап. Допускается любое усовершенствование мотоциклов в этих классах, в том числе установка электронных систем, применяемых на гоночных мотоциклах, главное соблюдение требований по безопасности
Классы EVO 2 — Следующий класс, расположенный по ранжиру (то есть определяется количеством очков, которые может заработать пилот на одном этапе) идут классы EVO 1000-2 и EVO 600-2. Классы различаются собой по кубатуре мотоциклов 1000 и 600 кубов, а цифра «2» говорит, что в этих классах будет две гонки по 50 км и будут они проходить совместно с гонками SBK и SSP соответственно, со своим отдельным подиумом после каждого из заездов. Так как гонки две, то максимальное количество очков, которое сможет заработать пилот в этих классах на этапе — это 36. По техническим требованиям так же допустимы любые усовершенствования, кроме вмешательства в двигатель.
Классы EVO — Классы EVO 1000 и EVO 600 отличаются от EVO 1000-2 и EVO 600-2 тем, что в этом отдельном классе будет проходить одна гонка (совмещенная с первыми гоночными заездами SBK и SSP соответственно) и соответственно в этом классе предполагается один подиум и максимальное количество очков за этап 18. Технические требования абсолютно идентичны с EVO 2.
Классы Stock (STK) — В том классе могут принимать участие мотогонщики на стоковых мотоциклах, которые не имеют тюнинга, способного повлиять на спортивные свойства мотоцикла. Гонка в классе STK одна, протяженностью 30 км в раздельных зачетах STK1000 и STK600 максимальное количество очков, которое можно заработать 15.
Класс «Women» — Впервые класс «Women» был введен в регламент RSBK в 2015 году. Заезды совмещаются с классом STK, в котором принимают участие мужчины. Очков, которые можно заработать на этапе в этом классе — максимально 13. Разрешено выступать на самых разных мотоциклах, разных производителей, с любыми доработками и кубатурой.
Класс «Stock Open» (STO) — К участию в классе «Stock Open» допускаются мотоциклы с любыми доработками, на любой резине. Протяженность заезда составляет 30 км. За счет введения в регламент раздельных зачетов Stock Open 600 и Stock Open 1000 предоставляется больше шансов пилотам на 600 кубовых мотоциклах. Максимальное количество очков, которые можно заработать в этих классах на этапе — 12.

## Регламент

### Общие положения[8]
Каждый этап содержит следующие заезды, разделяющиеся на тренировки и гонки:
- Свободные тренировки, именуемые практикой. Количество свободных тренировок определяется регламентом этапа. Продолжительность каждой сессии не менее 15 минут.
- Квалификация Минимум один квалификационный заезд, продолжительностью не менее 15 минут для определения стартовой позиции.
- Финальный заезд для каждого класса мотоциклов.

К участию в гонке допускаются спортсмены, показавшие время круга в пределах 115 % от лучшего времени лидера своего класса во время свободных тренировок или квалификаций.
Возраст участников:
- «Superstock 1000» — достигшие 18 лет до 62 лет.
- «Superstock 600» — достигшие 16 лет до 62 лет
- «Superstock 400» — достигшие 14 лет до 62 лет. Лицам не достигшем 18 лет, лицензии выдаются только после сдачи экзаменов на знание правил по шоссейно-кольцевым мотогонкам Главному Судье соревнований.
- «Stock Open 1000», «Stock Open 600» и «Woman» — достигшие 18 лет до 62 лет.

Судейство осуществляется судейской коллегией МФР и FIM, по представлению комиссии ШКГ МФР, все треки должны иметь лицензию МФР.

## Трассы
| Трасса                                                               | Место                            | Количество этапов | Год                   |
| -------------------------------------------------------------------- | -------------------------------- | ----------------- | --------------------- |
| ADM Raceway                                                          | Мячково                          | 2                 | 2011, 2013            |
| АСК «Нижегородское кольцо»                                           | Богородск                        | 18                | 2011-2019             |
| Казань Ринг (Каньон)                                                 | Казань                           | 9                 | 2011-2014, 2016, 2017 |
| Moscow Raceway                                                       | Московская область               | 9                 | 2012-2019             |
| Крепость Грозная Архивная копия от 18 ноября 2015 на Wayback Machine | Чеченская республика, г. Грозный | 2                 | 2019                  |

## Календарь

#### Сезон 2011
- I этап 22 мая 2011 года — Москва «АДМ Москва»
- II этап 25-26 июня 2011 года — Нижний-Новгород «Нижегородское Кольцо»
- III этап 10 сентября 2011 года — Нижний-Новгород «Нижегородское Кольцо»
- IV этап 21 августа 2011 года — Казань «Kazan Ring»
- V этап 04 сентября 2011 года — Нижний-Новгород «Нижегородское Кольцо»

#### Сезон 2012
- I этап 18-19 мая 2012 года — Нижний-Новгород «Нижегородское Кольцо»
- II этап 16-17 июня 2012 года — Казань «Kazan Ring»
- III этап 7-08 июля 2012 года — Нижний-Новгород «Нижегородское Кольцо»
- IV этап 11-18 августа 2012 года — Казань «Kazan Ring»
- V этап 15-16 сентября 2012 года — Московская область «Moscow Raceway»

#### Сезон 2013
- I этап 18-19 мая — Казань «Kazan Ring»
- II этап 15-16 июня — Нижний-Новгород «Нижегородское Кольцо»
- III этап 13-14 июля — Нижний Новгород (перенесен из Санкт-Петербурга);
- IV этап 10-11 августа — Москва, «АДМ Москва»
- V этап 24-25 августа — Московская область «Moscow Raceway»

#### Сезон 2014
- I этап 17-18 мая 2014 года — Казань «Kazan Ring»
- II этап 31 мая-1 июня 2014 года — г. Пярну (Эстония) «Auto24 Ring» (этап отменен)
- III этап 28-29 июня 2014 года — Нижний-Новгород «Нижегородское Кольцо»
- IV этап 19-20 июля 2014 года — Нижний-Новгород «Нижегородское Кольцо»
- V этап 16-17 августа 2014 года — Казань «Kazan Ring»
- VI этап 30-31 августа 2014 года — Московская обл., г. Волоколамск, «Moscow Raceway»

#### Сезон 2015
- I этап 3-4 мая 2015 года — Московская обл., г. Волоколамск, «Moscow Raceway»
- II этап 6-7 июня 2015 года — Нижний-Новгород «Нижегородское Кольцо»
- IIIэтап 4-5 июля 2015 года — Нижний-Новгород «Нижегородское Кольцо»
- IV этап 25-26 июля 2015 года — Московская обл., г. Волоколамск, «Moscow Raceway»

#### Сезон 2016
- I этап 20-21 мая 2016 года — Нижний-Новгород «Нижегородское Кольцо»
- II этап 17-18 июня 2016 года — Московская обл., г. Волоколамск, «Moscow Raceway»
- IIIэтап 01-02 июля 2016 года — Казань, «Kazan Ring»
- IV этап 29-30 июля 2016 года — Нижний-Новгород «Нижегородское Кольцо»

#### Сезон 2017
- I этап 20 мая 2017 года — Нижний-Новгород «Нижегородское Кольцо»
- II этап 03 июня 2017 года — Казань, «Kazan Ring»
- IIIэтап 17 июня 2017 года — Московская обл., г. Волоколамск, «Moscow Raceway»
- IV этап 22 июля 2017 года — Нижний-Новгород «Нижегородское Кольцо»
- V этап 05 августа 2017 года — Казань, «Kazan Ring»
- VI этап 26 августа 2017 года — АДМ Москва новой конфигурации (Раменский район Московская область)

#### Сезон 2018
- I этап 19 мая 2018 года — Нижний-Новгород «Нижегородское Кольцо»
- II этап 12 июня 2018 года — Московская обл., г. Волоколамск, «Moscow Raceway»
- III этап 23 июня 2018 года — Нижний-Новгород «Нижегородское Кольцо»
- IV этап 21 июля 2018 года — Нижний-Новгород «Нижегородское Кольцо»
- V этап 04 августа 2018 года — ADM Raceway (Раменский район, Московская область), отменен из-за неготовности трека
- VI этап 18 августа 2018 года — Московская обл., г. Волоколамск, «Moscow Raceway»

#### Сезон 2019
- I этап 12 мая 2019 года — Нижний-Новгород «Нижегородское Кольцо»
- II этап 16 июня 2019 года — ADM Raceway (Раменский район, Московская область), отменен из-за неготовности трека
- III этап 30 июля 2019 года — Нижний-Новгород «Нижегородское Кольцо»
- IV этап 21 июля 2019 года — Московская обл., г. Волоколамск, «Moscow Raceway»
- V этап 21 сентября 2019 года — Чеченская республика, г. Грозный, «Крепость Грозная»
- VI этап 22 сентября 2019 года — Чеченская республика, г. Грозный, «Крепость Грозная»